# 雙酬傭兵

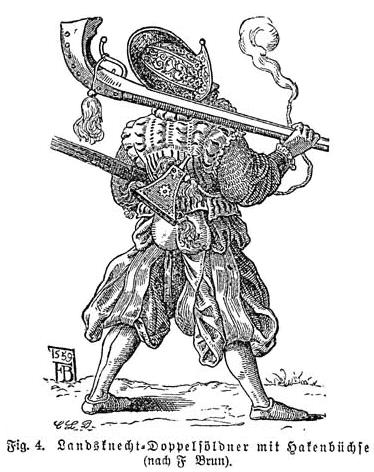
一名肩扛鉤銃的雙酬傭兵

雙酬傭兵（Doppelsöldner）是16世紀德國的國土傭僕的一種，他們配置在軍隊最前線，冒著極大的生命危險，但能獲得一般傭兵兩倍的酬金。指定的比率是每四名國土傭僕中，要一位是雙酬傭兵。每個連中，會有一小部分的雙酬傭兵裝備遠程武器，例如弩或鉤銃。除此之外，雙酬傭兵主要的配備另有雙手劍、焰形雙手大劍、長矛（他們甚至使用豬牙矛這種獵人使用之武器）、斧槍、德式鬥劍等。
雙酬傭兵的稱號一般是給與受過德式雙手劍訓練的國土傭僕。1487年，神聖羅馬帝國的腓特烈三世將雙手巨劍的壟斷權授予一家叫圣马可兄弟会的劍術公會。
據說雙酬傭兵的雙手巨劍能使其突破長矛兵的陣型──尤其是瑞士長矛兵。揮舞巨劍砍斷矛頭，或推開長矛，直接攻擊長矛兵都能使長矛兵的陣型瓦解。這個傳說最早出現在17世紀，唯其真實性頗具爭議。

## 遊戲
世紀帝國III：雙酬傭兵是德國的特殊單位，在此遊戲的中文版裡被命名為「都卜勒武士」，為近戰步兵，主要是對付騎兵和建築物。

## 延伸閱讀
- Douglas Miller, John Richards: Landsknechte. 1486–1560. Siegler, Sankt Augustin 2004, ISBN 3-87748-636-3.
- Thomas Arnold: The Renaissance at War. Cassell, London 2002, ISBN 0-304-36353-7.
- Sebastian Franck: Chronica des gantzen Teutschen lands, aller Teütschen völcker herkom(m)en, Namen, Händeln, Guten vn(n) (unn) bösen Thaten [...]. Apiario, Bern 1539. (auch Germaniae chronicon. 1538)